# 戴维·B·温盖特
戴维·B·温盖特（1935年10月11日—）是一位百慕大鳥類學家、自然學家、保育人士，知名于和罗伯特·C·墨菲等人再发现被认为已灭绝300年的百慕大海燕。